# Arthur Tedder
Arthur William Tedder (Glengoyne, 11 luglio 1890 – Banstead, 3 giugno 1967) è stato un generale britannico, Maresciallo dell'Aria della Royal Air Force durante la seconda guerra mondiale.
Grande esperto di tattica e strategia aerea, Tedder si distinse inizialmente sul Fronte del Medio Oriente e del Nordafrica dove guidò con grande abilità le formazioni aeree della RAF dal 1941 fino alla conclusione vittoriosa della campagna di Tunisia del 1943. Dopo aver assunto il comando supremo delle forze aeree alleate nel Teatro del Mediterraneo, venne richiamato in Gran Bretagna nel gennaio 1944 e divenne il vice-comandante in capo, sottoposto solo al generale Dwight Eisenhower, delle forze di spedizione alleate destinate all'operazione Overlord. Tedder mantenne questo prestigioso incarico fino alla vittoria sulla Germania e partecipò alla cerimonia di resa di Berlino dell'8 maggio 1945.

## La carriera militare
Nato in Scozia nel 1890, studia all'Università di Cambridge. Successivamente entra nell'Amministrazione delle Colonie (‘'Colonial Service'’) e nel febbraio 1914 parte per le isole Figi.
Allo scoppio della prima guerra mondiale torna in Gran Bretagna e si arruola nell'aviazione. Combatte in Medio Oriente e in Egitto dove viene promosso tenente colonnello
Dopo la fine della guerra viene promosso capo squadrone e partecipa ad alcune operazioni in Turchia durante la crisi di Chanak.
Nel 1936 viene nominato comandante delle forze della RAF in Estremo Oriente e in quanto tale era responsabile delle unità di aviazione dispiegate nelle colonie britanniche in Birmania, ad Hong Kong e nel Borneo.
Nel 1938 diventa Direttore Generale per la Ricerca al Ministero dell'Aviazione.

## La seconda guerra mondiale
Allo scoppio della seconda guerra mondiale gli viene affidato il ruolo di vice-comandante in capo della RAF in Medio Oriente.
Nel 1941 divenne il comandante in capo del RAF Middle East Command, tutte le forze aeree britanniche nel Medio Oriente, compresa la Desert Air Force che combatteva sul fronte dell'Africa settentrionale; in questo ruolo si occupò dell'evacuazione di Creta e dell'Operazione Crusader in Nord Africa.

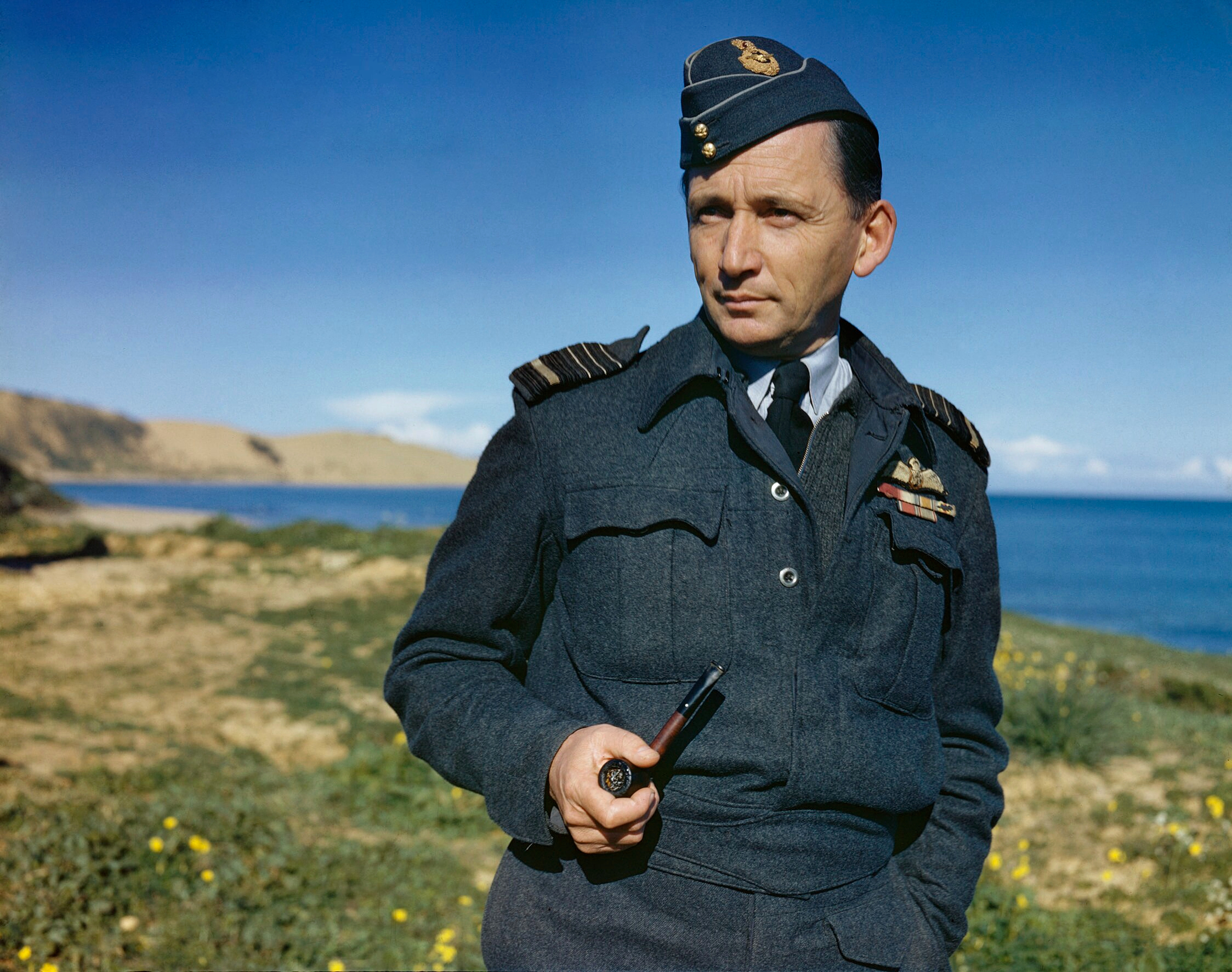
Il maresciallo Tedder sul fronte italiano nel 1943.

Nel 1942 gli viene conferita l'onorificenza di Cavaliere Commendatore dell'Ordine del Bagno.
Le sue tattiche di bombardamento aereo saranno decisive anche durante la seconda battaglia di El Alamein.
Il 18 febbraio 1943, nel quadro della riorganizzazione dei comandi alleati, divenne il comandante in capo del Mediterranean Air Command, il comando supremo di tutte le forze aeree anglo-americane nel teatro del Mediterraneo. A dicembre 1943 il Mediterranean Air Command fu trasformato in Mediterranean Allied Air Forces e Tedder mantenne il comando fino al suo trasferimento a gennaio 1944 in Gran Bretagna.
Nel dicembre 1943 viene nominato maresciallo e partecipa all'organizzazione dell'invasione alleata della Sicilia.
Durante i preparativi per l'operazione Overlord viene nominato vice-comandante supremo, carica che nella gerarchia alleata lo poneva appena un gradino sotto il generale statunitense Dwight Eisenhower e partecipa alla liberazione della Francia.
Nel maggio 1945, neal quartier generale del maresciallo Georgij Žukov a Berlino assiste assieme ai generali alleati Carl Spaatz e Jean de Lattre de Tassigny alla firma del feldmaresciallo Wilhelm Keitel del documento di resa incondizionata della Germania nazista.

## Dopo la guerra
L'8 febbraio 1946 Tedder viene nominato barone come riconoscimento del servizio reso alla patria.

## Vita personale
La prima moglie di Tedder, Rosalinde Maclardy, rimase uccisa in un incidente aereo in Egitto nel 1943. Nel 1965 si risposò con Marie (Toppy) de Seton Black.